# Andrea Zani
Andrea Teodoro Zani (Casalmaggiore, 11 novembre 1696 – Casalmaggiore, 28 settembre 1757) è stato un compositore e violinista italiano.

## Biografia
Zani nacque a Casalmaggiore, all'epoca parte del Contado di Cremona. Ricevette la prima formazione nell'arte del violino da suo padre, un violinista dilettante. In seguito, fu allievo in composizione di Giacomo Civeri, un musicista locale, e studiò violino a Guastalla con il violinista di corte Carlo Ricci. Antonio Caldara, che lavorava come Maestro di cappella alla corte dell'Arciduca Ferdinando Carlo a Mantova, non lontano da Casalmaggiore, ascoltò Zani che suonava e lo invitò ad accompagnarlo a Vienna. Fra il 1727 e il 1729 Zani giunse a Vienna e fu attivo come violinista al servizio degli Asburgo. Dopo la morte del suo protettore Caldara nel 1736, fece ritorno nella sua Casalmaggiore dove restò per il resto della sua vita, ad eccezione di occasionali apparizioni in concerti. Morì nella sua città natale a causa di un incidente, quando il carro in cui viaggiava verso Mantova si rovesciò.

## Stile e importanza
L'opera di Zani mostra l'influenza di Antonio Vivaldi, ma è meno vasta. La sua opera 2, pubblicata nel 1729, è di grande importanza perché si tratta della prima fonte datata di sinfonie che non presenta nessun'ambiguità di genere (Wolf 2004). Le opere della sua maturità mostrano chiaramente un abbandono del barocco in favore del primo classicismo.

## Composizioni
- 12 Sonate da camera,  op.1 (probabilmente Casalmaggiore, 1727) (Ripubblicata a Parigi come Sonate a violino solo e basso da camera, op. 3)
- Sei sinfonie da camera e altrettanti concerti da chiesa a quattro strumenti, op. 2 (Casalmaggiore, 1729)
- Concerti Dodici a quattro con i suoi ripieni, op. 4 (Vienna, 1735)
- Sonate 12 a violino e basso intitolate "pensieri armonici", op. 5 (Vienna, 1735)
- Sonate a violino e basso, op. 6 (Paris, 1740)
- In aggiunta, esistono numerosi manoscritti trovati in biblioteche sparse in tutt'Europa, compresi tre concerti e una sonata per flauto, sei sonate a tre per due violini e continuo, come numerosi concerti per violino e sinfonie.

## Fonti
- Larue, Jan, and Eugene K. Wolf. "Symphony, §I: 18th century". Grove Music Online ed. L. Macy (Accessed 17 February 2007)
- Wolf, Eugene K. 2004, "Andrea Zani's sinfonie da camera, op. 2 (Casalmaggiore, 1729)". In Giovanni Battista Sammartini and His Musical Environment, Studi sulla storia della musica in Lombardia: Collana di testi musicologici 4, edited by Anna Cattoretti, 531–47. Turnhout: Brepols. ISBN 250351233X